# Mehrum
Mehrum ist ein Ortsteil von Hohenhameln im Landkreis Peine in Niedersachsen. Das Dorf liegt am Mittellandkanal und an der B 65.

## Geschichte
Die älteste erhaltene Urkunde, die Mehrum erwähnt, stammt aus dem Jahr 1179. Mehrum wurde am 1. März 1974 in die Gemeinde Hohenhameln eingegliedert.

## Politik
Der Ortsrat, der Mehrum vertritt, setzt sich aus fünf Mitgliedern zusammen. Die Ratsmitglieder werden durch eine Kommunalwahl für jeweils fünf Jahre gewählt.
Bei der Kommunalwahl 2021 ergab sich folgende Sitzverteilung:
| Ortsrat 2021Insgesamt 7 Sitze - SPD: 5 - FDP: 2 | Ortsratswahl 2021Wahlbeteiligung: 62,43 % 706050403020100 69,4 %30,6 % SPDFDP |

## Besonderheiten
Sehenswert ist die barocke Dorfkirche mit ihrem charakteristischen Turm. Das Kohlekraftwerk Mehrum verfügt über einen eigenen Binnenhafen zur Kohleanlieferung und versorgt einen Großteil des Landkreises Peine sowie der östlichen Region Hannover mit Energie.

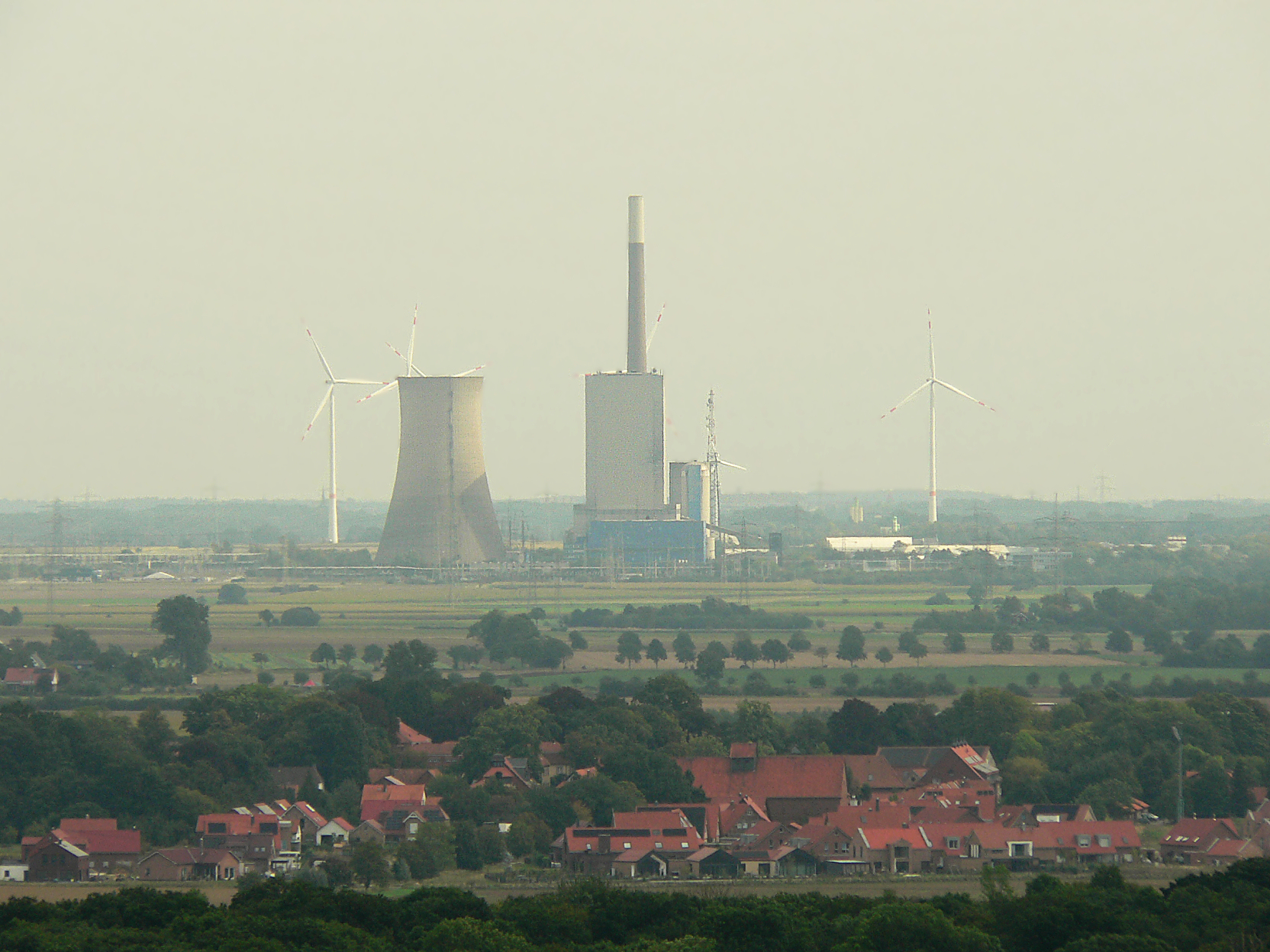
Kraftwerk Mehrum
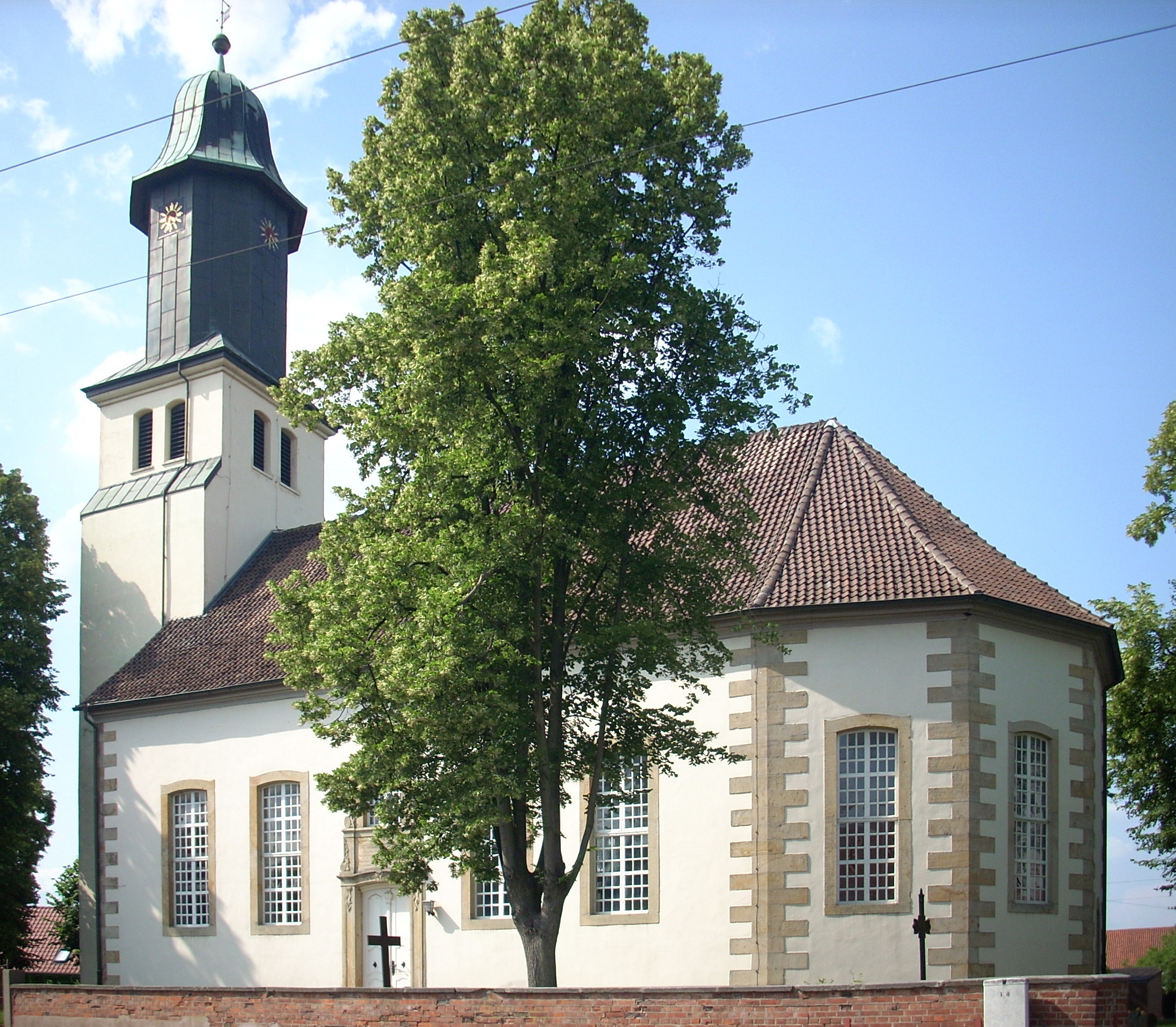
Dorfkirche

## Verkehr
Es besteht eine Anbindung an die Bundesstraße 65, welche das Ortsgebiet in Ost-West-Richtung durchläuft. Schiffsverkehr wird im Hafen Mehrum abgefertigt.